# Ocumare de la Costa de Oro
Ocumare de la Costa de Oro est l'une des 18 municipalités de l'État d'Aragua au Venezuela. Son chef-lieu est Ocumare de la Costa. En 2011, la population s'élève à 12 816 habitants.

## Géographie

### Subdivisions
Selon l'Institut national de statistique et contrairement à la plupart des municipalités du pays, la municipalité de Ocumare de la Costa de Oro ne comporte aucune paroisse civile.